# ALAM
ALAMは1903年、米国の自動車メーカーが結成した団体。正式名称はThe Association of Licensed Automobile Manufacturers。
まだ生まれたばかりの米国自動車業界がジョージ・セルデン(George B. Selden)とエレクトリック・ビークル・カンパニー(Electric Vehicle Company)に法廷で対抗するために組織した団体。程なくしてセルデンと同盟を組むようになり、安価な特許料を設定した。主要な自動車メーカーが参加するようになると他の同業者を訴訟し排除するようになる。1903年創立の年に早くもフォードと対立し裁判となる。1911年まで長引いたが最後の判定はフォードに味方した。これにより、ALAMは役割を終えた。しかし、ALAMは米国自動車産業の初期の最も力を持った団体であり、のちのさまざまな業界団体につながる役目を担った。

## 高貴なはじまり
1899年、エレクトリック・ビークル・カンパニーがセルデンの自動車特許(セルデン特許)を購入する。業界の多勢はこの特許は効力なしと見ていたのだが、エレクトリック・ビークル・カンパニーは新たに自身のベンチャー子会社として「コロンビア・オートモービル・カンパニー」を設立するにあたり、この特許が法的効力を発揮するとして購入したのだった。一年後、コロンビア・オートモービル・カンパニーは経営に行き詰まり、親会社エレクトリック・ビークル・カンパニーは、セルデン特許を売上のために使うことにした。それは、自動車を製造しているすべての会社に対し、5%の特許料を請求することだった。
一番のターゲットはアレグザンダー・ウィントンと、彼の経営していたウィントン・モーター・キャリッジ・カンパニーだった。ウィントン社は1896年に創業開始しており、1900年には米国一の生産量を誇るまでに成長していた。業界に対して特許が効力をもつのであれば(もちろんセルデンはそう思っていた)、一番大きな会社を相手にするべきだと考えていた。
ウィントン社の防御は抗弁を通して特許の有効性を論破することに費やされ経費がかかった。1902年になってもまだ法廷ではにらみ合いが続いていた。そこでウィントンは和解を考え始める。ウィントンの悩みに答えて、他の独立系自動車メーカーはマニュファクチャラーズ・ミューチュアル・アソシエーション(Manufacturers Mutual Association)を結成。ウィントンの法的防御に対して別の面から切り込んだ。
MMAはパッカードのヘンリー・ボーン・ジョイとオールズモビルのフレデリック・スミスによって結成され、二人の企業家は、彼らの立場を利用し、エレクトリック・ビークル・カンパニーを脅した。MMAはもっと安いロイヤリティを要求し、法的権限とライセンス権限を管理管轄することも要求した。さもなければ、ウィントンの法定費用は膨れ上がったことだろう。

## 業界の優勢
1903年、組織は公式にAssociation of Licensed Automobile Manufacturers(直訳では特許自動車製造業者協会)となる。エレクトリック・ビークル・カンパニーから好ましい権利を保障された。団体結成後、数ヶ月後、ウィントンがALAMメンバーとなり、ウィントンへの訴訟は取り下げられる。特許はその有効性が検証されることもなく法的有効性をもったままだった。
ロイヤリティは非常に低い率であったが、ALAMは契約上、自動車産業全体に対してそれを適用できるとされていた。グループは小売価格に対するロイヤリティ1.25%を交渉し、0.75%分はエレクトリック・ビークル・カンパニーに、0.5%分はALAM分となった。ALAMメンバーへの適用とセルデンライセンスは5人の役員の全員一致で決定された。この仕組みはロイヤリティをとられるALAMメンバーにとっては法廷でセルデン特許と対決するよりは安い金額とされており、しかも、メンバーであってもライセンスを受けていない法的競争者として存続することも可能とされていた。
ALAMの排除ポリシーは最後には帳消しにされることになる。フォード・モーターが1903年創業し、ヘンリー・フォードはすぐにセルデンのライセンスを入手しようとした。フォードは入会を断られる。公式には、過去2回の自動車会社経営の失敗を理由とされている。それは、デトロイト・オートモービル・カンパニーとヘンリー・フォード・カンパニーのことである。2つの会社を作ってはすぐに見捨てた未熟な経営者であり自動車業界にとって害であるとALAMはみなしたのである。だが、それはALAMにはすでに業界大手が参画していたことによる仲間同士の、内向きで安定志向のためでもあった。フレデリック・スミスが、フォードのALAM参加に最も否定的だった。
ALAM参加を否定されたということは、自動車製造をすることは許されないということだった。ALAMがそれを違法としたからである。しかし、フォードは新たな会社で自動車製造を開始した。
1903年10月22日、ALAMはフォード・モーター・カンパニーに対し訴訟を起こす。そして引き続いてみにくい広報宣伝合戦が繰り広げられた。ALAMはフォード車を購入した人まで訴訟対象となるとしてキャンペーンを張る。フォードもこれをやり返し、「この技術は進歩しつづけてきたし、現時点でもさらに進歩しつづけている。たとえセルデン氏がこの世に生まれてこなかったとしてもだ。我々はそのように考えている。」と自身の立場を述べている。
1909年9月15日、ホー主判事はセルデン特許の正当性を認める判決を下した。しかしながら、1年4ヶ月後の1911年1月9日の法廷では、セルデンの正当性を認めながらも、その範囲を厳格に適用した。セルデンの特許は2サイクルエンジンのみに適用され、当時すでに主流だった4サイクルエンジンには適用されないとした。この結果、判定は覆(くつがえ)り、審判はフォードに味方した。ALAMはこの判定を控訴しなかった。
セルデンライセンスの為に結成されたALAMはその役割を変え、この年、Automobile Board of Tradeとなり、1913年、National Automobile Chambers of Commerceとなる。1915年、メンバー各社間でのクロス・ライセンスの契約を締結。1922年には、AMA(Automobile Manufacturers Association：米国自動車工業会)となっている。
フォードと同時期、パナール・ルバッソールも訴訟を受けている。
ALAMは自動車の標準化をおこなった最初の団体であり、その技術部はのちSAEに参画し、一層の標準化を進め業界に貢献した。

## リファレンス
- The New York Times, (NYT) "Motor Vehicle Patent Case", Nov. 12th, 1900
  - "Motor Car Patents Upheld by Court", Sept. 16th, 1909
  - "Did Not Infringe on Selden Engine", Jan. 10th 1911
  - "Won't Contest Decision", Jan. 13th 1911
- Greenleaf, William. Monopoly on Wheels: Henry Ford and the Selden Automobile Patent, Wayne State University Press, 1961; ISBN 0-7581-0626-2
- Lacey, Robert. Ford: the Men and the Machine, Little Brown and Co; ISBN 0-7581-0626-2